# Championnat de Nouvelle-Zélande de football 1976
Navigation
Saison précédente Saison suivante
La saison 1976 du Championnat de Nouvelle-Zélande de football est la 7e édition du championnat de première division en Nouvelle-Zélande. La NSL (National Soccer League) regroupe dix clubs du pays au sein d'une poule unique, où ils s'affrontent deux fois au cours de la saison, à domicile et à l'extérieur. À la fin de la compétition, pour permettre le passage du championnat de 10 à 12 équipes, le dernier du classement est relégué et remplacé par le champion de chacune des trois ligues régionales.
L'issue du championnat donne lieu à une très grosse surprise. En effet, c'est un club issu des divisions régionales, Wellington Diamond United, qui remporte la compétition après avoir terminé en tête du classement final, avec quatre points d'avance sur Mount Wellington AFC et cinq sur Caversham AFC. C'est le tout premier titre de champion de Nouvelle-Zélande de l'histoire du club, et même le premier remporté par une équipe basée hors d'Auckland et de Christchurch
Le tenant du titre, Christchurch United AFC, ne termine que huitième, à onze points du nouveau champion, mais remporte tout de même un nouveau trophée à la suite de sa troisième victoire consécutive en finale de la Coupe de Nouvelle-Zélande, face à Eastern Suburbs AFC.

## Les clubs participants
| - Blockhouse Bay - Christchurch United AFC - Eastern Suburbs AFC - Stop Out - North Shore United AFC | - Gisborne City AFC - New Brighton AFC - Mount Wellington AFC - Wellington Diamond United - Promu de D2 - Caversham AFC |

## Compétition

### Classement
Le barème utilisé pour établir le classement est le suivant :
- Victoire : 2 points
- Match nul : 1 point
- Défaite : 0 point

| Rang | Équipe                          | Pts | J  | G  | N | P  | Bp | Bc | Diff |
| ---- | ------------------------------- | --- | -- | -- | - | -- | -- | -- | ---- |
| 1    | Wellington Diamond United (P)   | 27  | 18 | 13 | 1 | 4  | 31 | 29 | +2   |
| 2    | Mount Wellington AFC            | 23  | 18 | 10 | 3 | 5  | 33 | 17 | +16  |
| 3    | Caversham AFC                   | 22  | 18 | 8  | 6 | 4  | 40 | 26 | +14  |
| 4    | New Brighton AFC                | 21  | 18 | 10 | 1 | 7  | 31 | 27 | +4   |
| 5    | Blockhouse Bay                  | 17  | 18 | 6  | 5 | 7  | 24 | 22 | +2   |
| 6    | Eastern Suburbs AFC             | 17  | 18 | 6  | 5 | 7  | 31 | 32 | -1   |
| 7    | North Shore United AFC          | 16  | 18 | 6  | 4 | 8  | 28 | 29 | -1   |
| 8    | Christchurch United AFC (T) (C) | 16  | 18 | 7  | 2 | 9  | 21 | 23 | -2   |
| 9    | Stop Out                        | 12  | 18 | 4  | 4 | 10 | 25 | 41 | -16  |
| 10   | Gisborne City AFC               | 9   | 18 | 3  | 3 | 12 | 21 | 39 | -18  |

|  | Champion de Nouvelle-Zélande 1976                                                       |
|  | Relégation directe en deuxième division                                                 |
|  | (T) : Tenant du titre (C) : Vainqueur de la Coupe de Nouvelle-Zélande (P) : Promu de D2 |

## Bilan de la saison
| Championnat de Nouvelle-Zélande de football 1976                             |                                       |
| Champion                                                                     | Wellington Diamond United (1er titre) |
| Coupes et trophées                                                           |                                       |
| Vainqueur de la Coupe de Nouvelle-Zélande 1976                               | Christchurch United AFC               |
| Promotions et relégations                                                    |                                       |
| Promus en Championnat de Nouvelle-Zélande de football                        | Hamilton United AFC                   |
| Promus en Championnat de Nouvelle-Zélande de football                        | Nelson United AFC                     |
| Promus en Championnat de Nouvelle-Zélande de football                        | Dunedin City                          |
| Relégués en Championnat de Nouvelle-Zélande de football de deuxième division | Gisborne City AFC                     |